# Закарпатгаз
АТ «Закарпатга́з» — акціонерне товариство зі штаб-квартирою в місті Ужгород, яке займається розподіленням, транспортуванням та постачанням газу у Закарпатській області.

## Історія
У 1975 році створено Закарпатське виробниче об'єднання газового господарства «Закарпатгаз». У 1991 році на базі газових дільниць комунальних господарств області в Ужгороді, Мукачеві, Сваляві, Хусті, Береговому, Рахові, Тячеві та Міжгір'ї створено державне підприємство з газопостачання та газифікації «Закарпатгаз». У 1994 році Указом Президента України підприємство перетворено на ВАТ «Закарпатгаз». У 2010 році підприємство перейменовано на ПАТ «Закарпатгаз».
До осені 2023 року АТ «Закарпатгаз» належало ПрАТ «Газтек», фактичним власником підприємства був Дмитро Фірташ.
13 листопада 2023 року, згідно повідомлення Групи «Нафтогаз», оператор газорозподільної системи АТ «Закарпатгаз» перейшов під контроль держави. «Закарпатгаз» став дев'ятнадцятим газорозподільчим підприємством, що інтегроване до Групи «Нафтогаз» від початку року.

## Структура
- Виноградівське відділення;
- Іршавське відділення;
- Міжгірське відділення;
- Мукачівське відділення;
- Перечинське відділення;
- Свалявське відділення;
- Тячівське відділення;
- Берегівське відділення;
- Хустське відділення[6].